# Резиденція (телесеріал)
Резиденція (англ. The Residence) — американський драматичний телесеріал-містерія, створений Полом Вільямом Девісом для Netflix. Серіал, натхненний «Резиденцією: в приватному світі Білого дому» авторства Кейт Андерсен Брауер, розповідає про вигаданий скандал із вбивством за участю персоналу Білого дому. Прем'єра серіалу, спродюсованого компанією «Shondaland», відбулася 20 березня 2025 року.

## Сюжет
Дія відбувається «нагорі, внизу та позаду» Білого дому. Корделія Капп, ексцентричний детектив, прибуває туди, щоб розкрити вбивство, яке сталося під час державної вечері. Під час розслідування починають розгортатися міжособистісні конфлікти між 157 співробітниками резиденції.

## Акторський склад

### Головний
- Узо Адуба — Корделія Капп, консультант Департаменту столичної поліції[en]
- Джанкарло Еспозіто — А. Б. Вінтер, головний стюарт Білого дому[en]
- Моллі Гріггс[en] у ролі Ліллі Шумахер, соціального секретаря президента
- Кен Маріно[en] в ролі Гаррі Холлінгера, головного радника президента
- Рендалл Парк — Едвін Парк, спеціальний агент ФБР
- Сьюзен Келечі Вотсон[en] — Жасмін Гейні, помічниця стюарта Білого дому
- Ісая Вітлок-молодший[en] у ролі Ларрі Доукса, начальника поліції MPD[en]
- Едвіна Фіндлі[en] — Шейла Кеннон, дворецький Білого дому
- Джейсон Лі в ролі Тріппа Моргана, брата президента
- Ел Мітчелл[d] — Роллі Бріджвотер, головний дворецький Білого дому
- Ден Перро[en] в ролі Коліна Траска, керівника секретної служби президента
- Бронсон Пінчот[en] у ролі Дідьє Готарда, головного кондитера Білого дому
- Джуліет Рестрепо[en] — Елсі Чейл, Економка.
- Мел Родрігес[en] — Брюс Геллер, інженер
- Мері Вайзман[en] у ролі Марвелли, шеф-кухаря Білого дому[en]

### Повторюваний
- Ендрю Фрідман у ролі Ірва Самуельсона, директора поліції національних парків
- Спенсер Гарретт[en] у ролі Воллі Гліка, директора ФБР[en]
- Метт Оберг[en] у ролі Ніка Сіммса, головного каліграфа Білого дому[en]
- Таран Кіллам[en] — Сен-П'єр, енергетичний медіум
- Олександра Сігел — Валентина Мотта, світська левиця Вашингтона. Непрохана гостя.
- Раян Фаррелл — Лоренцо Мотта, вашингтонський світський лев. Непроханий гість.
- Баррет Фоа[en] — Елліот Морган, перший джентльмен
- Ел Франкен — Аарон Філкінс, старший сенатор від Вашингтона
- Джуліан Мак-Магон у ролі Стівена Руса, прем'єр-міністра Австралії
- Кайлі Міноуг у ролі самої себе
- Джейн Кертін[en] в ролі Нан Кокс
- Джеймс Бебсон[fr] — Деріл Армогеда, керівник операцій.
- Еліза Куп в ролі Марджері Бей Бікс, сенатора від Колорадо
- Іззі Діас[d] — Едді Гомес, столяр
- Пол Віттен — Джеффрі Гьюз, флорист
- Пол Фіцджеральд[en] у ролі Перрі Моргана, президента Сполучених Штатів
- Рослін Джентл[en] — Рейчел Міддлкауф, медіа-магнат
- Кріс Грейс[en] — Дуейн Ледадж, електрик.
- Джульєтт Джефферс[en] — Енджі Хаггінс, друкарка. Вона та А. Б. Вінтер грали у нарди.
- Сумалі Монтано[en] в ролі Дани Хаммонд, керівника апарату Білого дому
- Бретт Такер[en] — Девід Райленс, Міністр закордонних справ Австралії[en]
- Натан Лавджой[en] — Олден Тамрідж, посол Австралії в США[en]
- Ребекка Філд[en] — Емілі Маккіл, садівниця Білого дому.
- Тімоті Горнор у ролі Патріка Думба, менеджера з продажу медичного обладнання. Непроханий гість. Він отримав імунітет за дачу свідчень перед Конгресом.
- Соня Леслі[d] в ролі Крісті Вейл, голови домашнього господарства.
- Джоді Б'янка Вайз[de] — Мелоді Рус, перша леді Австралії[en]. У неї алергія на каллістемон.
- Обрі Вейклінг — Уолпол Бінг, австралійський промисловець.
- Вілл Діксон — Пітер Періс, державний секретар.
- Хосе Єнке[en] — Чуй Орнелас, камердинер.
- Соледад Кампос — Сільвія Бенкс, працівниця комори
- Дж. Д. Холл[d] — Джордж Маккатчеон/Швейцар
- Стен Селлерс[d] у ролі Джорджа МакКатчеона/робітник
- Майкл Ентоні Спейді[d] — Джордж Маккатчеон/сантехнік
- Девіка Паріх[en] — Розалінда Чейс, куратор Білого дому.
- Кетрін Карлен[d] у ролі Кім Абкін, колишньої першої леді
- Кейко Агена[en] — Ліз Голленбек, репортер «Washington Post»
- Джеремая Фелдер — Вусі Нлапхо, 12-річний недорослий учень.

## Український Дубляж
- Студія: Le Doyen Studio[5]
- Перекладач, спеціаліст з адаптації: Олег Пашин
- Режисер дубляжу: Євген Сардаров
- Звукооператор: Віктор Алферов (серії 1, 3-7), Євген Ярошенко (серія 2), Богдан Єрьоменко (серія 8)
- Режисер монтажу: Богдан Клименко
- Спеціаліст зі зведення звуку: Богдан Клименко
- Менеджер проекту: Тетяна Горошанська

Ролі дублювали:
- Корделія Капп — Аліна Проценко
- Тріпп Морґан — Михайло Кришталь
- Джасмін Гейні — Катерина Качан
- Колін Траск — Андрій Соболєв
- Едвін Парк — Акмал Гурєзов
- Ей. Бі. Вінтер — Олег Лепенець
- Сенатор Філкінс — Олександр Ігнатуша
- Патрік Дюмбе — Дмитро Завадський
- Сенаторка Бікс — Олена Узлюк
- Дідьє Готард — Андрій Альохін
- Гаррі Голінджер — Юрій Кудрявець
- Девід Райленс — Шевчук Олександр
- Marvella — Аліса Балан
- Ліллі Шумахер — Катерина Брайковська
- Шейла Кеннон — Катерина Буцька
- Елсі Шайл — Антоніна Хижняк
- Брюс Геллер — Євген Пашин

Додатковий акторський склад: Артур Проценко, Максим Кондратюк, Ольга Радчук, Михайло Войчук, Петро Сова, Сергій Солопай, Володимир Кокотунов, Андрій Мостренко, Вікторія Тишкевич, Едуард Кіхтенко, Сергій Гутько, В'ячеслав Дудко, Роман Солошенко, Тетяна Татарченко, Дар'я Якушева, Катерина Трубенок, Ілона Бойко, Ірина Дорошенко, Павло Скороходько, Олександр Вілков, Катерина Дягель, Михайло Тишин, Олександр Погребняк, Андрій Твердак, Владислав Васицький, Данііл Педченко, Наталія Романько, Анастасія Павленко, Роман Куліш, Лейла Кім,

## Епізоди
| № серії | Назва серії                          | Режисер(и)     | Сценарист(и)     | Оригінальна дата показу |
| --- | ------------------------------------ | -------------- | ---------------- | ----------------------- |
| 1 | «Падіння дому Ашерів»                | Ліза Джонсон   | Пол Вільям Девіс | 20 березня 2025         |
| Під час вечері в Білому домі, на честь прем'єр-міністра Австралії, тіло головного стюарта А.Б. Вінтера виявляє Нен Кокс, теща президента Перрі Моргана. Головний радник Гаррі Холлінджер наполягає на тому, щоб оголосити смерть Вінтера самогубством, але відома детектив і завзята птахівниця Корделія Капп робить висновок, що Вінтер помер деінде, його самогубство було інсценованим і він одягнений у чужу закривавлену сорочку. У супроводі помічника головного стюарта, Жасмін Хейні, та спеціального агента ФБР Едвіна Парка, Капп оглядає весь Білий дім, але президент Морган відмовляється дозволяти допитувати гостей. Капп помічає, що міністр закордонних справ Австралії Девід Райленс одягнений у сорочку Вінтера, що змушує Моргана замкнути Білий дім. Флешфорвард: Сенатор Аарон Філкінс веде слухання в Конгресі щодо інциденту, його часто перериває сенатор Марджері Бей Бікс, яка звинувачує адміністрацію Моргана в приховуванні вбивства Вінтера. |                                      |                |                  |                         |
| 2 | «У випадку вбивства телефонуйте «М»» | Ліза Джонсон   | Пол Вільям Девіс | 20 березня 2025         |
| Райленс розповідає Капп, що він та інші були свідками того, як Марвелла, шеф-кухар Білого дому, погрожувала вбити Вінтера. Пізніше, займаючись сексом з Марвеллою на вулиці, Райленс закривавив на свою сорочку та побачив, як хтось курить під деревом, а ще хтось перебуває у садовому сараї. Вінтер обмінявся сорочками з Райленсом, який почув, як Вінтер передбачив, що він помре до кінця ночі після телефонного дзвінка в його офісі. В обмін на розсудливість Капп щодо його зустрічі, Райленс організовує, щоб усіх затримали в Білому домі на ніч, щоб Капп узяла інтерв’ю. Дзвінок до офісу Вінтера простежують до сараю, і Капп, натхненна мисливськими звичками соколів, наполягає на тому, щоб тіло Вінтера винесли через вхідні двері. Спостерігаючи за всіма реакціями, вона зосереджується на шеф-кондитері Дідьє Готарді, який, як виявилося, вийняв закривавлений ніж перед тим, як було виявлено тіло. |                                      |                |                  |                         |
| 3 | «Ножі наголо»                        | Ліза Джонсон   | Пол Вільям Девіс | 20 березня 2025         |
| Капп дізнається, що Ґоттард посварився з Марвеллою та відчув себе зрадженим Вінтером після двох великих інцидентів: по-перше, соціальний секретар Ліллі Шумахер запланувала катастрофічне велнес–Різдво та змусила Вінтера сховати улюблений пряниковий Білий дім Готарда, де пізніше знайшли цукеркову версію Вінтера з ножем у спині. По-друге, під час державного обіду Вінтер змінив десерти Готарда за порушення протоколу. Помітивши більярдну крейду з Ігрової кімнати на пальто Ґоттарда, Капп змушує його визнати, що він знайшов тіло Вінтера лежачим поруч із ножем, викраденим з офісу Ґоттарда на третьому поверсі, який він намагався утилізувати в підвальній печі для спалювання. Капп приходить до висновку, що щось викрали з сараю, а садівниця Емілі Маккіл впізнає листок ліванського кедра зовні, завдяки чому Капп розуміє, що дворецький Шейла Кеннон, яку Райленс бачив, коли та курила під деревом, збрехала про те, що вона ходила в ігрову кімнату. |                                      |                |                  |                         |
| 4 | «Останній круїз на яхті «Шейла»»     | Ліза Джонсон   | Пол Вільям Девіс | 20 березня 2025         |
| Під час подорожі для спостереження за птахами зі своїм племінником, Капп пояснює, як в дитинстві пошуки зниклої шкарпетки її сестри привели до розкриття її першої справи. На державній вечері Капп дізнається, що Кеннон боялася, що Вінтер її звільнить за п'яні посиденьки з гостями. Замість того, щоб доставити Нан пляшку горілки, Кеннон зупинилася в ігровій кімнаті і випила її сама, перш ніж помітити, що хтось увійшов до кімнати 301. Попередні висновки коронера свідчать про те, що Вінтер помер за тридцять хвилин до того, як Нен виявила його тіло, яке мало бути деінде, коли Кеннон була у кімнаті. Хоча справжньою причиною смерті став удар по голові, на тілі є ознаки отруєння, а порізи на зап’ястях зроблені посмертно. Оглядаючи кімнату 301, Капп знаходить пляму крові, приховану свіжою фарбою. Флешфорвард: На слуханні Парк пояснює, що Капп не вірила в «підозрюваних», але присвятила сторінки у своєму блокноті Райленсу, Марвеллі, Готарду, Шейлі та самому Вінтеру.                                                                             |                                      |                |                  |                         |
| 5 | «Неприємності з Гаррі»               | Джаффар Махмуд | Пол Вільям Девіс | 20 березня 2025         |
| Вусі, молодий ентузіаст Білого дому, який зупинився в готелі Хей-Адамс через дорогу, розповідає Капп, що бачив таємниче світло в кімнаті 301. Капп звертає увагу на мешканців третього поверху: Нан; Тріпп Морган, проблемний брат президента; і Холлінгер. Нен випадково почула, як Вінтер сперечався з Тріппом, який боявся, що його виселять після того, як Вінтер виявив його нагромадження вкрадених речей. Інженера Брюса Геллера відправили полагодити туалет Тріппа, і вони звинувачують один одного в лихослів'ї в сторону Вінтера. Тріпп стверджує, що він ніколи не виходив із кімнати, але таємничим світлом виявився його розумний годинник. Маючи справу з парою непрошених гостей на вечірці, Вінтер побоювався, що Холлінгер хотів би його звільнити після звинувачень у підслуховуванні таємної зустрічі, а пізніше погрожував когось викрити. Флешфорвард: Бікс вимагає знати, чому комітет не заслухав одну ключову фігуру: саму Корделію Капп. |                                      |                |                  |                         |
| 6 | «Третя людина»                       | Джаффар Махмуд | Пол Вільям Девіс | 20 березня 2025         |
| Гостя державного обіду, Кайлі Міноуг, виявляє кров у спальні Лінкольна, а Капп показують приховані проходи для персоналу по всьому Білому дому. Елліот Морган, чоловік президента, заперечує, що наказував Секретній службі покинути другий поверх, де був помічений третій непроханий гість. Капп просить дати час, щоб знайти цю таємничу «третю людину», але Пака змушують припинити розслідування, а смерть Вінтера визнають самогубством. Флешфорвард: Холлінгер вимагає, щоб Філкінс уклав угоду з Біксом, який натомість закликає третього чоловіка виступити. Спостерігаючи за птахами в Амазонії, Капп отримує пакет даних по супутниковому зв’язку від Парка, щоб побачити, як третя людина представляється Патріком Думбе. Ненавмисно запрошений на державну вечерю, Думбе стверджує, що вийшов із вхідних дверей, але Вусі підтверджує, що це брехня. Спілкуючись із Філкінсом через Парка, Капп спонукає Думбе зізнатися, що бачив людину, яка витягувала тіло з жовтої овальної кімнати. Капп мчить назад до округу Колумбія, ледь не помітивши мурашницю еквадорську. |                                      |                |                  |                         |
| 7 | «Інженерів палець»                   | Джаффар Махмуд | Пол Вільям Девіс | 20 березня 2025         |
| Холлінгер дає Капп сорок вісім годин на повторний огляд Білого дому, де Хейні тепер є головним стюартом, а Ліллі внесла значні зміни. Ключі, знайдені в кишені Вінтера, належать Брюсу, який почувався глибоко недооціненим Вінтером. Ліллі розповідає, що бачила Брюса в жовтій овальній кімнаті, де вона раніше бачила, як Вінтер сперечався з економкою Елсі Чейл. Побоюючись, що її звільнять після того, як Вінтер дізнається від її злісного колишнього чоловіка, що вона збрехала у своїй заяві на роботу, Елсі довірилася Брюсу. Кожен з них стверджує, що знайшов Вінтера мертвим у жовтій овальній кімнаті, вважаючи, що інший вбив його. Капп робить висновок, що Брюс і Елсі перебувають у романтичних стосунках, зблизившись під час терористичного нападу; він подарував їй намисто, що символізує Пантеон у Римі, а вона подарувала йому відповідний брелок. Провівши ніч у жовтій овальній кімнаті, Капп готується розкрити правду. |                                      |                |                  |                         |
| 8 | «Таємниця Жовтої кімнати»            | Джаффар Махмуд | Пол Вільям Девіс | 20 березня 2025         |
| Наступного ранку Капп веде підозрюваних у вбивстві у тур, перш ніж розкрити Ліллі як вбивцю. Завжди не поважаючи традицій Білого дому, Вінтер виявив докази її розкрадання і погрожував викрити її. Розлючена Ліллі спробувала отруїти його під час зустрічі в жовтій овальній кімнаті, перш ніж смертельно вдарити його годинником. Знайшовши тіло, Брюс відтягнув його до спальні Лінкольна, а потім переніс тіло до кімнати 301, не підозрюючи, що Тріпп спить усередині. Побоюючись звинувачень, Тріпп зафарбував кров Вінтера й переніс тіло до ігрової кімнати. Скориставшись «передсмертною запискою», яку Ліллі поклала йому в кишеню, Тріпп інсценував самогубство Вінтера за допомогою ножа Готарда. Ліллі видала себе за Елліота, щоб не допустити людей до жовтої овальної кімнати та наказати закрити прохід до кімнати. Відкриваючи прохід, Капп виявляє викривальний годинник. Коли вбивця знаходиться під вартою, Капп представляє свої висновки комітету та каже Нан, що справу було розкрито.                                                                      |                                      |                |                  |                         |

## Виробництво

### Розробка
20 липня 2018 року Netflix зробив оголошення про «Резиденцію» як частину дев’ятизначної угоди між стримером і «Shondaland», за якою вони обоє придбали права на адаптацію документальної книги «Резиденція: всередині приватного світу Білого дому», написаної Кейт Андерсен Брауер. 7 березня 2022 року було оголошено, що «Резиденція» складатиметься з восьми годинних епізодів, у яких Пол Вільям Дейвіс, сценарист «Скандалу» та творець «Для народу», виступатиме виконавчим продюсером та шоуранером серіалу в рамках його загальної угоди з Netflix. Шонда Раймс і Бетсі Бірс з «Shondaland» також приєдналися до Девіса як виконавчі продюсерки. 27 лютого 2023 року Ліза Джонсон була оголошена режисеркою перших чотирьох епізодів.

### Кастинг
1 лютого 2023 року було оголошено, що Узо Адуба зіграє головну героїню серіалу. 27 лютого 2023 року було оголошено більше про акторський склад: Андре Брауер, Сьюзен Келечі Вотсон, Кен Маріно, Джейсон Лі, Бронсон Пінчот, Ісая Вітлок-молодший, Едвіна Фіндлі, Моллі Гріггс, Ел Мітчелл, Ден Перро та Мері Вайзман приєдналися до Адуби в ролях другого плану. 7 березня 2023 року стало відомо, що Рендалл Парк і Спенсер Гарретт приєдналися до акторського складу в головній і повторюваній ролях відповідно. Наступного дня було оголошено ще чотирьох акторів, серед яких Е.Л. Лосада, Метт Оберг, Раян Фаррелл і Олександра Сігел. 30 березня 2023 року Баррет Фоа приєднався до основного акторського складу в постійній ролі. Подальший акторський склад було оголошено 14 квітня 2023 року, включаючи Кайлі Міноуг, яка грає саму себе, Джейн Кертін, Джеймса Бебсона, Елізу Куп, Іззі Діаса, Пола Фіцджеральда, Рослін Джентл, Кріса Грейса, Джульєтт Джефферс, Сумалі Монтано, Бретта Такера, Натана Лавджоя, Джульєт Рестрепо, Мела Родрігеза і Ребекку Філд. У фінальній версії Лосаду замінив Таран Кіллам. Джуліан Мак-Магон, який грає вигаданого прем'єр-міністра Австралії, є сином колишнього прем'єр-міністра Вільяма Мак-Магона.

### Зйомки
18 липня 2022 року стало відомо, що серіал отримав податкові кредити від Каліфорнійського кіноофісу на суму 13,95 мільйона доларів США. Виробництво серіалу було призупинено через трудові спори в Голлівуді 2023 року після того, як було знято чотири з восьми замовлених епізодів. Очікувалося, що виробництво серіалу буде відновлено 2 січня 2024 року. Андре Брауер помер 11 грудня 2023 року. У лютому 2024 року було оголошено, що виробництво відновлено, і Джанкарло Еспозіто взяв на себе роль Брауера.

## Реліз
Резиденція була випущена на Netflix 20 березня 2025 року.

## Сприйняття
Веб-сайт-агрегатор оглядів Rotten Tomatoes повідомив про рейтинг схвалення 82% із середнім рейтингом 6,7/10 на основі 39 рецензій критиків. Консенсус критиків веб-сайту говорить: «Резиденція веде розповідь з Білого дому у формі безтурботного вбивства-містерії, яка не завдає шкоди мозку, але ексцентрична детектив Узо Адуба привносить бажаний рівень витонченості на розгляд». Metacritic, який використовує середньозважену оцінку, присвоїв оцінку 66 зі 100 на основі 22 критиків, що вказує на схвальні відгуки.